# Puchar Spenglera 2022
94. edycja Pucharu Spenglera rozgrywana była od 26 do 31 grudnia 2022. Mecze odbyły się w hali Vaillant Arena.
Do turnieju oprócz drużyny gospodarzy HC Davos oraz tradycyjnie uczestniczącego Teamu Canada zaproszono cztery drużyny: Örebro HK, IFK Helsinki, Sparta Praga oraz HC Ambrì-Piotta. Po zwiększeniu turnieju do sześciu drużyn rozgrywki podzielono na dwie grupy. Pierwsza nazwana została na cześć Richarda Torrianiego dwukrotnego brązowego medalistę igrzysk olimpijskich w hokeju na lodzie z 1928 i 1948 oraz srebrnego medalistę mistrzostw świata w saneczkarstwie w jedynkach mężczyzn z 1957 roku. Wszystkie te medale zdobył w Davos. Druga grupa została nazwana na cześć Hansa Cattini oraz Ferdinanda Cattini. Cała trójka grała w przeszłości w zespole HC Davos.
Z racji podziału na grupy po rozegraniu meczów fazy grupowej odbyły się dwa spotkania o awans do półfinałów turnieju. Zwycięzcy półfinałów rozegrali finałowe spotkanie w samo południe 31 grudnia 2022 roku.
Obrońcą tytułu była drużyna Team Canada, która w finale poprzedniej edycji w 2019 roku pokonała czeski HC Oceláři Trzyniec 4:0. W 94. edycji Pucharu Spenglera po raz pierwszy w swojej historii najlepszą ekipą okazała się szwajcarska HC Ambrì-Piotta, który pokonała czeską Spartę Praga 3:2 po rzutach karnych.

## Faza grupowa
Grupa Torriani
| 26 grudnia 2022 | HC Ambrì-Piotta | 5:2 | Örebro HK | Vaillant Arena |

| Szczegóły      | Szczegóły | Szczegóły       | Szczegóły                                   | Szczegóły                                                                                            |
| -------------- | --- | --------------- | ------------------------------------------- | --- |
| Godzina: 15:10 | A. Formenton (EQ) 12:20 J. Jooris (EQ) 33:42 B. McMillan (EQ) 34:10 D. Bürgler (EQ) 45:08 J. Virtanen (EQ) 57:23 | (1:0, 2:1, 2:1) | 22:07 (EQ) C. Mastomaki 42:10 (EQ) L. Öberg | Widzów: 6267 Sędzia główny: Cedric Borga Mikael Nord Sędziowie liniowi: Eric Cattaneo Anders Nyqvist |
| Godzina: 15:10 | 6 min. kar |                 | 6 min. kar                                  | Widzów: 6267 Sędzia główny: Cedric Borga Mikael Nord Sędziowie liniowi: Eric Cattaneo Anders Nyqvist |

| 27 grudnia 2022 | IFK Helsinki | 2:5 | Örebro HK | Vaillant Arena |

| Szczegóły      | Szczegóły                                      | Szczegóły       | Szczegóły                                                                                                  | Szczegóły                                                                                             |
| -------------- | ---------------------------------------------- | --------------- | --- | --- |
| Godzina: 15:10 | M.-M. Åsten (EA) 13:25 K. Halttunen (EQ) 15:40 | (2:2, 0:2, 0:1) | 05:47 (PP) E. Ekström 11:10 (PP) F. Berglund 32:00 (EQ) O. Eklind 38:48 (EA) R. Ābols 58:27 (EQ) W. Wikman | Widzów: 5634 Sędzia główny: Cedric Borga Mikael Nord Sędziowie liniowi: Anders Nyqvist Hannu Sormunen |
| Godzina: 15:10 | 8 min. kar                                     |                 | 10 min. kar                                                                                                | Widzów: 5634 Sędzia główny: Cedric Borga Mikael Nord Sędziowie liniowi: Anders Nyqvist Hannu Sormunen |

| 28 grudnia 2022 | HC Ambrì-Piotta | 7:3 | IFK Helsinki | Vaillant Arena |

| Szczegóły      | Szczegóły | Szczegóły       | Szczegóły                                                          | Szczegóły                                                                                                |
| -------------- | --- | --------------- | ------------------------------------------------------------------ | --- |
| Godzina: 15:10 | I. Pestoni (EQ) 05:20 B. McMillan (EQ) 10:31 F. Chlapik (EQ) 22:03 J. Kneubühler (EQ) 32:16 M. Špaček (EQ) 42:00 A. Heim (PP) 53:44 J. Kneubühler (EQ) 56:59 | (2:0, 2:2, 3:1) | 22:46 (EQ) J. Motin 29:07 (PP) O. Rantakari 43:04 (EQ) J. Nättinen | Widzów: 6267 Sędzia główny: Mikko Kaukokari Marc Wiegand Sędziowie liniowi: Eric Cattaneo Hannu Sormunen |
| Godzina: 15:10 | 10 min. kar |                 | 10 min. kar                                                        | Widzów: 6267 Sędzia główny: Mikko Kaukokari Marc Wiegand Sędziowie liniowi: Eric Cattaneo Hannu Sormunen |

| Lp. | Zespół          | M | Pkt | Z | WpD | PpD | P | G+ | G- | +/− |
| --- | --------------- | - | --- | - | --- | --- | - | -- | -- | --- |
| 1   | HC Ambrì-Piotta | 2 | 6   | 2 | 0   | 0   | 0 | 12 | 5  | +7  |
| 2   | Örebro HK       | 2 | 3   | 1 | 0   | 0   | 1 | 7  | 7  | 0   |
| 3   | IFK Helsinki    | 2 | 0   | 0 | 0   | 0   | 2 | 5  | 12 | -7  |

    = bezpośredni awans do półfinału,     = udział w ćwierćfinale
Grupa Cattini
| 26 grudnia 2022 | Sparta Praga | 3:2 | Team Canada | Vaillant Arena |

| Szczegóły      | Szczegóły                                                    | Szczegóły       | Szczegóły                                     | Szczegóły |
| -------------- | ------------------------------------------------------------ | --------------- | --------------------------------------------- | --- |
| Godzina: 20:15 | M. Řepík (EQ) 18:11 D. Přibyl (EQ) 18:41 M. Řepík (PP) 27:20 | (2:0, 1:2, 0:0) | 28:40 (EQ) B. Connolly 34:53 (EQ) B. Connolly | Widzów: 5859 Sędzia główny: Mark Lemelin Miroslav Stolc Sędziowie liniowi: Dominik Altmann Zachary Steenstra |
| Godzina: 20:15 | 6 min. kar                                                   |                 | 12 min. kar                                   | Widzów: 5859 Sędzia główny: Mark Lemelin Miroslav Stolc Sędziowie liniowi: Dominik Altmann Zachary Steenstra |

| 27 grudnia 2022 | HC Davos | 2:1 | Team Canada | Vaillant Arena |

| Szczegóły      | Szczegóły                                 | Szczegóły       | Szczegóły              | Szczegóły |
| -------------- | ----------------------------------------- | --------------- | ---------------------- | --- |
| Godzina: 20:15 | A. Rowe (EQ) 00:31 L. Bristedt (EQ) 01:55 | (2:0, 0:1, 0:0) | 37:16 (EQ) B. Connolly | Widzów: 6267 Sędzia główny: Mikko Kaukokari Marc Wiegand Sędziowie liniowi: David Obwegeser Zachary Steenstra |
| Godzina: 20:15 | 4 min. kar                                |                 | 8 min. kar             | Widzów: 6267 Sędzia główny: Mikko Kaukokari Marc Wiegand Sędziowie liniowi: David Obwegeser Zachary Steenstra |

| 28 grudnia 2022 | Sparta Praga | 9:2 | HC Davos | Vaillant Arena |

| Szczegóły      | Szczegóły | Szczegóły       | Szczegóły                                   | Szczegóły                                                                                                  |
| -------------- | --- | --------------- | ------------------------------------------- | --- |
| Godzina: 20:15 | M. Kempný (EQ) 01:23 O. Safin (EQ) 10:55 M. Kempný (EA) 21:44 J. Buchtele (EQ) 25:23 R. Horák (EQ) 32:11 D. Vitouch (EQ) 32:54 M. Řepík (PP) 44:40 D. Dvořáček (EQ) 46:39 R. Horák (PP) 54:37 | (2:1, 4:0, 3:1) | 19:53 (EQ) M. Stránský 59:39 (EQ) A. Ambühl | Widzów: 6267 Sędzia główny: Mark Lemelin Miroslav Stolc Sędziowie liniowi: Dominik Altmann David Obwegeser |
| Godzina: 20:15 | 6 min. kar |                 | 4 min. kar                                  | Widzów: 6267 Sędzia główny: Mark Lemelin Miroslav Stolc Sędziowie liniowi: Dominik Altmann David Obwegeser |

| Lp. | Zespół       | M | Pkt | Z | WpD | PpD | P | G+ | G- | +/− |
| --- | ------------ | - | --- | - | --- | --- | - | -- | -- | --- |
| 1   | Sparta Praga | 2 | 6   | 2 | 0   | 0   | 0 | 12 | 4  | +8  |
| 2   | HC Davos     | 2 | 3   | 1 | 0   | 0   | 1 | 4  | 10 | -6  |
| 3   | Team Canada  | 2 | 0   | 0 | 0   | 0   | 2 | 3  | 5  | -2  |

    = bezpośredni awans do półfinału,     = udział w ćwierćfinale

## Faza pucharowa
|  |              |              |              |                 |                 |                 |                 |           |              |              |       |       |       |
|  | Ćwierćfinały | Ćwierćfinały | Ćwierćfinały |                 |                 | Półfinały       | Półfinały       | Półfinały |              |              | Finał | Finał | Finał |
|  | Ćwierćfinały | Ćwierćfinały | Ćwierćfinały |                 |                 | Półfinały       | Półfinały       | Półfinały |              |              | Finał | Finał | Finał |
|  |              |              |              |                 |                 |                 |                 |           |              |              |       |       |       |
|  |              |              |              |                 |                 |                 |                 |           |              |              |       |       |       |
|  |              |              |              | Sparta Praga    | Sparta Praga    | 4               |                 |           |              |              |       |       |       |
|  |              |              |              | Sparta Praga    | Sparta Praga    | 4               |                 |           |              |              |       |       |       |
|  | Örebro HK    | Örebro HK    | 3            |                 |                 | Örebro HK       | Örebro HK       | 3         |              |              |       |       |       |
|  | Örebro HK    | Örebro HK    | 3            |                 |                 | Örebro HK       | Örebro HK       | 3         |              |              |       |       |       |
|  | Team Canada  | Team Canada  | 1            |                 |                 |                 |                 |           | Sparta Praga | Sparta Praga | 2     |       |       |
|  | Team Canada  | Team Canada  | 1            |                 |                 |                 |                 |           | Sparta Praga | Sparta Praga | 2     |       |       |
|  |              |              |              |                 |                 | HC Ambrì-Piotta | HC Ambrì-Piotta | 3         |              |              |       |       |       |
|  |              |              |              |                 |                 | HC Ambrì-Piotta | HC Ambrì-Piotta | 3         |              |              |       |       |       |
|  |              |              |              | HC Ambrì-Piotta | HC Ambrì-Piotta | 5               |                 |           |              |              |       |       |       |
|  |              |              |              | HC Ambrì-Piotta | HC Ambrì-Piotta | 5               |                 |           |              |              |       |       |       |
|  | HC Davos     | HC Davos     | 3            |                 |                 | HC Davos        | HC Davos        | 0         |              |              |       |       |       |
|  | HC Davos     | HC Davos     | 3            |                 |                 | HC Davos        | HC Davos        | 0         |              |              |       |       |       |
|  | IFK Helsinki | IFK Helsinki | 2            |                 |                 |                 |                 |           |              |              |       |       |       |
|  | IFK Helsinki | IFK Helsinki | 2            |                 |                 |                 |                 |           |              |              |       |       |       |

Ćwierćfinały
| 29 grudnia 2022 | Örebro HK | 3:1 | Team Canada | Vaillant Arena |

| Szczegóły      | Szczegóły                                                      | Szczegóły       | Szczegóły                | Szczegóły |
| -------------- | -------------------------------------------------------------- | --------------- | ------------------------ | --- |
| Godzina: 15:10 | F. Berglund (PP) 12:00 L. Öberg (EQ) 40:21 M. Bromé (EQ) 59:34 | (1:0, 0:0, 2:1) | 53:26 (EQ) C. DiDomenico | Widzów: 5422 Sędzia główny: Mikko Kaukokari Miroslav Stolc Sędziowie liniowi: Dominik Altmann Zachary Steenstra |
| Godzina: 15:10 | 12 min. kar                                                    |                 | 32 min. kar              | Widzów: 5422 Sędzia główny: Mikko Kaukokari Miroslav Stolc Sędziowie liniowi: Dominik Altmann Zachary Steenstra |

| 29 grudnia 2022 | HC Davos | 3:2 | IFK Helsinki | Vaillant Arena |

| Szczegóły      | Szczegóły                                                        | Szczegóły       | Szczegóły                                           | Szczegóły                                                                                              |
| -------------- | ---------------------------------------------------------------- | --------------- | --------------------------------------------------- | --- |
| Godzina: 20:15 | M. Stránský (PP) 11:19 A. Ambühl (EQ) 26:43 M. Wieser (EQ) 53:09 | (1:1, 1:0, 1:1) | 07:48 (EQ) K. Vesalainen 41:04 (EQ) E. Koivistoinen | Widzów: 6267 Sędzia główny: Cedric Borga Marc Wiegand Sędziowie liniowi: Eric Cattaneo David Obwegeser |
| Godzina: 20:15 | 6 min. kar                                                       |                 | 10 min. kar                                         | Widzów: 6267 Sędzia główny: Cedric Borga Marc Wiegand Sędziowie liniowi: Eric Cattaneo David Obwegeser |

Półfinały
| 30 grudnia 2022 | Sparta Praga | 4:3 | Örebro HK | Vaillant Arena |

| Szczegóły      | Szczegóły                                                                                | Szczegóły       | Szczegóły                                                       | Szczegóły                                                                                              |
| -------------- | ---------------------------------------------------------------------------------------- | --------------- | --------------------------------------------------------------- | --- |
| Godzina: 15:10 | D. Dvořáček (EQ) 30:02 M. Forman (EQ) 34:40 J. Buchtele (EQ) 37:38 D. Tomášek (EQ) 39:19 | (0:1, 4:2, 0:0) | 03:28 (EQ) M. Bromé 22:23 (EQ) K. Näkyvä 29:31 (EQ) R. Rissanen | Widzów: 6267 Sędzia główny: Mark Lemelin Marc Wiegand Sędziowie liniowi: Eric Cattaneo David Obwegeser |
| Godzina: 15:10 | 8 min. kar                                                                               |                 | 6 min. kar                                                      | Widzów: 6267 Sędzia główny: Mark Lemelin Marc Wiegand Sędziowie liniowi: Eric Cattaneo David Obwegeser |

| 30 grudnia 2022 | HC Ambrì-Piotta | 5:0 | HC Davos | Vaillant Arena |

| Szczegóły      | Szczegóły | Szczegóły       | Szczegóły   | Szczegóły                                                                                               |
| -------------- | --- | --------------- | ----------- | --- |
| Godzina: 20:15 | B. McMillan (EQ) 03:03 D. Bürgler (PP2) 15:25 F. Chlapik (EQ) 36:46 N. Eggenberger (EQ) 47:12 I. Pestoni (PP) 57:42 | (2:0, 1:0, 2:0) |             | Widzów: 6267 Sędzia główny: Mikael Nord Miroslav Stolc Sędziowie liniowi: Anders Nyqvist Hannu Sormunen |
| Godzina: 20:15 | 16 min. kar |                 | 37 min. kar | Widzów: 6267 Sędzia główny: Mikael Nord Miroslav Stolc Sędziowie liniowi: Anders Nyqvist Hannu Sormunen |

Finał
| 31 grudnia 2022 | Sparta Praga | 2:3 pk. | HC Ambrì-Piotta | Vaillant Arena |

| Szczegóły      | Szczegóły                                 | Szczegóły                 | Szczegóły                                                              | Szczegóły                                                                                                |
| -------------- | ----------------------------------------- | ------------------------- | ---------------------------------------------------------------------- | --- |
| Godzina: 12:10 | D. Tomášek (EQ) 06:35 R. Horák (EQ) 53:53 | (1:1, 0:1, 1:0, 0:0, 0:1) | 05:45 (PP) A. Formenton 23:51 (EA) A. Formenton 65:00 (GWG) I. Pestoni | Widzów: 6267 Sędzia główny: Mikko Kaukokari Mikael Nord Sędziowie liniowi: Anders Nyqvist Hannu Sormunen |
| Godzina: 12:10 | 8 min. kar                                |                           | 4 min. kar                                                             | Widzów: 6267 Sędzia główny: Mikko Kaukokari Mikael Nord Sędziowie liniowi: Anders Nyqvist Hannu Sormunen |

Ostateczna kolejność
| Lp.      | Drużyna         |
| -------- | --------------- |
| złoto    | HC Ambrì-Piotta |
|          | Sparta Praga    |
|          | Örebro HK       |
| HC Davos |                 |
| 5        | IFK Helsinki    |
| 5        | Team Canada     |

## Skład triumfatorów
Skład zdobywcy Pucharu Spenglera – HC Ambrì-Piotta.
- Bramkarze: Benjamin Conz, Janne Juvonen
- Obrońcy: Zaccheo Dotti, Vili Saarijrvi, Tobias Fohrler, Kilian Zündel, Isacco Dotti, Jesse Virtanen, Tim Heed, Yanik Burren, Jannik Fischer
- Napastnicy: Alex Formenton, Johnny Kneubühler, Daniele Grassi, Filip Chlapik, Dominic Zwerger, Noele Trisconi, Brandon McMillan, Nando Eggenberger, Valentin Hofer, Michael Špaček, André Heim, Josh Jooris, Dario Burgler, Inti Pestoni
- Trener: Luca Cereda

## Skład gwiazd turnieju
Po zakończeniu turnieju decyzją dziennikarzy został wybrany skład gwiazd, skupiający najlepszą szóstkę zawodników na indywidualnych pozycjach.
- Bramkarz:  Janne Juvonen (HC Ambrì-Piotta)
- Obrońcy:  Michal Kempný (Sparta Praga),  Filip Berglund (Örebro HK)
- Napastnicy:  Brett Connolly (Team Canada),  Michael Špaček (HC Ambrì-Piotta),  Roman Horák (Sparta Praga)